# 宁安街道
宁安路街道是中国河北省石家庄市新华区下辖的一个街道。

## 行政区划
宁安路街道下辖九中街居委会、宁安路居委会、兴凯路居委会、北新街居委会、市庄路第一居委会、和平西路居委会。